# Fritz Henßler

Fritz Henßler

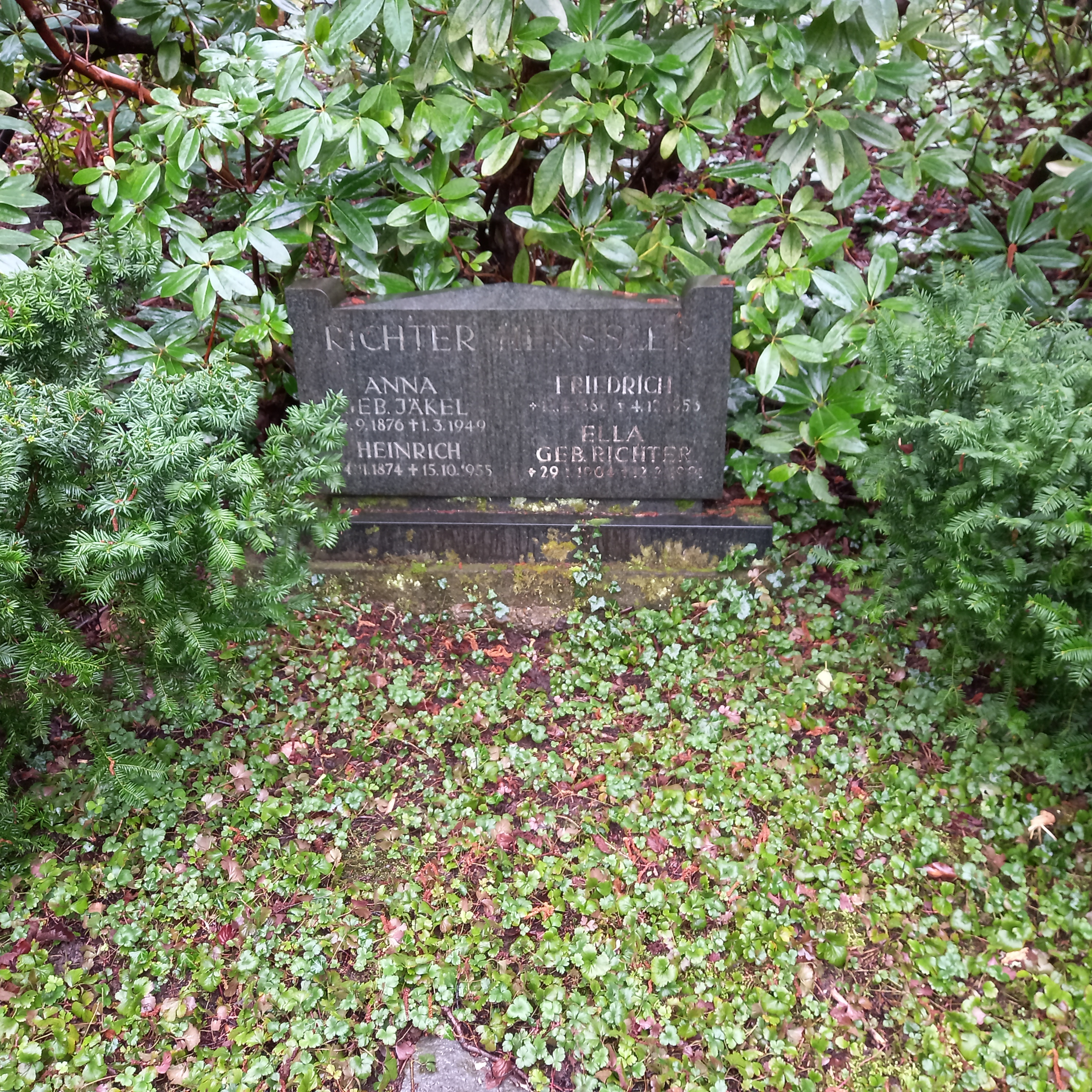
Das Grab von Fritz Henßler und seiner Ehefrau Ella geborene Richter im Familiengrab auf dem Friedhof Großholthausen in Dortmund

Friedrich Wilhelm Henßler (* 12. April 1886 in Altensteig; † 4. Dezember 1953 in Witten) war ein deutscher Politiker (SPD), Widerstandskämpfer gegen den Nationalsozialismus und von 1946 bis 1953 Oberbürgermeister der Stadt Dortmund.

## Leben
Fritz Henßler wurde am 12. April 1886 im württembergischen Altensteig als 14. von 15 Kindern eines Färbers geboren. Bis zum 14. Lebensjahr besuchte er dort die evangelische Volksschule. Danach absolvierte er eine Lehre als Buchdrucker und Schriftsetzer. Im Alter von 20 Jahren begab er sich auf Wanderschaft und erreichte 1908 Münster, wo er als Schriftsetzer arbeitete. Ein Jahr später verließ er Münster Richtung Dortmund, wo er Schriftsetzer in der Druckerei Crüwell war. Im April 1911 trat er in die Redaktion der Dortmunder Arbeiter-Zeitung ein, einen Monat später wurde er politischer Redakteur. Als der Chefredakteur Ernst Mehlich bei Ausbruch des Ersten Weltkriegs zum Militär eingezogen wurde, übernahm Henßler dessen Posten.
Im August 1916 wurde Fritz Henßler selbst zur Feldartillerie an der Westfront eingezogen. Er kehrte 1918 nach Dortmund zurück und übernahm sofort die redaktionelle Leitung der in Westfälische Allgemeine Volkszeitung umbenannten Dortmunder Arbeiter-Zeitung. Als Redakteur des sozialdemokratischen Parteiorgans nahm er regelmäßig an Sitzungen der Stadtverordnetenfraktion teil.
Im September 1927 heiratete Fritz Henßler Ella Richter (1909–1991), die seit 1920 im SPD-Bezirksbüro tätig war.
Nach der nationalsozialistischen „Machtergreifung“ 1933 wurde er für zehn Wochen in „Schutzhaft“ genommen und mit dem SPD-Verbot im Juni 1933 aller seiner öffentlichen Ämter enthoben. Er knüpfte vorsichtige Kontakte zum sozialdemokratischen Widerstand. Am 25. April 1936 wurde er von der Geheimen Staatspolizei verhaftet und nach einjähriger Untersuchungshaft in der Steinwache zu einem Jahr Gefängnis verurteilt. Da es der Anklage nicht gelungen war, ihm Hochverrat nachzuweisen, diente das Gesetz gegen die Neubildung von Parteien als Urteilsgrundlage. Aus der Untersuchungshaft wurde er nicht entlassen, sondern am 7. Juni 1937 im KZ Sachsenhausen interniert. Dort verbrachte er acht Jahre, bevor er am 20. April 1945 auf den Todesmarsch in Richtung Mecklenburg geschickt wurde. Fritz Henßler konnte, obwohl schwer verletzt, entkommen und versteckte sich bis zum 2. Mai 1945 in Schwerin. Die Umstände seiner Haft hat er niemals öffentlich beschrieben, er beschränkte sich auf die knappe Auskunft „Neun Jahre Haft, davon acht Jahre Konzentrationslager, übliche KZ-Behandlung.“
In den Nachkriegswirren gelangte er im Juni 1945 von Schwerin wieder nach Dortmund. Dort engagierte er sich sofort wieder für die SPD. Daneben setzte er sich im Auftrag der britischen Militärregierung für den Wiederaufbau der Gewerkschaftsbewegung ein, wobei er Unterstützung durch August Schmidt (IG Bergbau) und Heinrich Sträter (IG Metall) erhielt. Ebenfalls gemeinsam mit Sträter sowie Paul Sattler erhielt er Anfang 1946 die Lizenz für die Westfälische Rundschau, die erstmals am 30. März 1946 erschien.
Es folgten Jahre vielfältiger parlamentarischer Tätigkeit auf kommunaler, Landes- und Bundesebene sowie in der Gemeinsamen Versammlung der Europäischen Gemeinschaft für Kohle und Stahl.
Am 23. November 1953 brach Henßler bei einer Funktionärskonferenz in Bochum zusammen. Er starb am 4. Dezember 1953 im Alter von 67 Jahren im Diakonissenkrankenhaus in Witten. Seine Beerdigung löste große Anteilnahme in der Dortmunder Bevölkerung aus.

## Partei
Am 1. Mai 1905 trat er in die Sozialdemokratische Partei Deutschlands (SPD) und den Deutschen Metallarbeiter-Verband ein. Er engagierte sich ehrenamtlich in der SPD und wurde noch 1908 Vorsitzender im Wahlverein für den Wahlkreis Münster-Coesfeld. Im Jahr 1920 wurde er Vorsitzender des SPD-Unterbezirks Dortmund, kurz darauf Vorsitzender des SPD-Bezirks Westliches Westfalen. Nach 1945 leitete er die Parteizentrale des Unterbezirks Westliches Westfalen. Bei der ersten SPD-Nachkriegskonferenz in Wennigsen leitete er die Verhandlungen. Ab 1947 hatte er den Vorsitz des Ausschusses für Betriebs- und Gewerkschaftsfragen inne und war zugleich Vorsitzender des Landesausschusses zur Koordinierung der Parteiarbeit auf Landesebene.

## Abgeordneter
Bei den Kommunalwahlen 1924 wurde er Mitglied der Dortmunder Stadtverordnetenversammlung, wo er 1925 als Nachfolger des bei einem Eisenbahnunglück verstorbenen Ernst Mehlich zum Stadtverordnetenvorsteher gewählt wurde. Die Kinder Ernst Mehlichs nahm er in seine Obhut. Fritz Henßler, dessen Positionen in der Regel die offiziellen der Mehrheits-SPD waren, setzte sich in der Kommunalpolitik vor allem für das Wohlfahrts- und Fürsorgewesen ein. Daneben entwickelte sich in seiner Amtszeit eine rege kommunale Bautätigkeit in Dortmund, so entstanden etwa die Westfalenhalle und der Volkspark mit dem Stadion Rote Erde. Von 1929 bis 1933 war er Mitglied des Provinziallandtages Westfalen.
Am 14. September 1930 zog Henßler für den Wahlkreis Westfalen-Süd in den Reichstag ein, wo er sich für die Belange des Ruhrgebiets starkmachte. Er blieb Reichstagsabgeordneter bis 1933.
Nach dem Ende des Nationalsozialismus wurde Henßler sofort wieder politisch aktiv. Er wurde 1946 in den ernannten Landtag berufen und verblieb auch in den Folgejahren im seit 1947 gewählten nordrhein-westfälischen Landtag bis zu seinem Tode. Seit Ende 1946 war er Fraktionsvorsitzender der SPD.
Dem Zonenbeirat gehörte er von 1946 bis 1948 an.
Auch in der Kommunalpolitik engagierte sich Henßler erneut. Ein erstes Angebot der britischen Besatzungsmacht für das Amt des Dortmunder Oberbürgermeisters lehnte er noch ab, ab dem 29. Oktober 1946 übernahm er es schließlich doch, als Nachfolger von Herbert Scholtissek, und versah es bis zu seinem Tod im Jahr 1953.
Mit der Bundestagswahl 1949 zog er in den Deutschen Bundestag ein, direkt gewählt im Wahlkreis Dortmund I. Am 16. Juli 1952 wurde er in die europäische Gemeinsame Versammlung entsandt. Die Spätfolgen der KZ-Haft schwächten aber zunehmend seine Gesundheit. Er verzichtete 1953 auf eine erneute Kandidatur zum Bundestag, den zweiten Parteivorsitz in der SPD neben Erich Ollenhauer lehnte er ebenfalls aus gesundheitlichen Gründen ab.

## Auszeichnungen
Das Fritz-Henßler-Berufskolleg und ein kommunales Jugend- und Begegnungszentrum der Stadt Dortmund sind nach Fritz Henßler benannt. Die SPD-Ratsfraktion vergibt alle zwei Jahre den Fritz-Henßler-Preis an Organisationen, die sich für bürgerschaftliches Zusammenleben engagieren.